# Аніл Капур
Аніл Капур (гінді अनिल कपूर, англ. Anil Kapoor; нар.. 24 грудня 1956 року, Бомбей, Махараштра, Індія) — індійський актор і продюсер. Часто називався критиками одним з провідних акторів Боллівуду 1980-х, одним з найуспішніших акторів фільмів мовою гінді і найвідоміших акторів індійського кінематографа. За кордоном найбільш відомий за блокбастерами «Мільйонер з нетрів» і «Місія нездійсненна: Протокол Фантом».
Дворазовий лауреат Filmfare Awards за найкращу чоловічу роль і найкращу чоловічу роль другого плану. Володар Національної кінопремії Індії за найкращу чоловічу роль.

## Життєпис
Аніл Капур народився 24 грудня 1956 року в Чембурі (передмісті сучасного Мумбаї). Його батьками були кінопродюсер Суріндер Капур і його дружина Нірмал. У Аніла є два брати і сестра. Його старший брат Боні Капур — продюсер і чоловік актриси Шрідеві, однієї з частих партнерок Аніла у кінофільмах. Молодший брат Санджай Капур — також актор.

## Кар'єра
Дебютом Аніла Капура в Боллівуді стала невелика роль у фільмі Hamare Tumhare (1979). Спочатку йому діставалися лише другорядні ролі. Однією з них стала роль у фільмі «Шакті» (1982), отримав Filmfare Award як найкращий фільм року. Головну роль він вперше зіграв у картині «Ті сім днів» (1983), продюсером якої виступав його батько. Наступного року йому дісталася другорядна роль у фільмі «Факел» (1984) Яша Чопраи, за яку він отримав свою першу нагороду — Filmfare Award за найкращу чоловічу роль другого плану. Премією Filmfare також були відзначені його ролі у фільмах «Пекуча пристрасть»  (1988), «Син»  (1992), «Зов землі»  (1997) і «Ритми любові» (1999). А за фільм «Заклик» він отримав Національну кінопремію Індії за найкращу чоловічу роль .
Однією з найважливіших у його кар'єрі стала роль першого індійського супергероя в культовому фільмі «Містер Індія» (1987). Серед інших зіграних ним ролей — багато комедійних, таких як у фільмах «Муки кохання» (1997), «Дружина номер один» (1999), «У вирі неприємностей» (2005) і «Гонка», але є й більш серйозні, наприклад, сім'янина, який раптово закохався у незнайомку в «Здрастуй, любов!» (2007) або аутиста у «Спадкоємцях» (2008). В останні роки Аніл почав зніматися в іноземних режисерів і зіграв у фільмах «Мільйонер з нетрів» Денні Бойла і «Місія нездійсненна: Протокол Фантом» Бреда Берда, а також у 8-му сезоні серіалу «24 години».

## Особисте життя
У 1984 році Аніл одружився з моделлю Суніте Бхамбхані. У пари народилося троє дітей. Їх старша дочка Сонам Капур стала актрисою, середня дочка Рея пробує себе як продюсер, а молодший син Харшвардхан пішов продовжив творчість батьківх.

## Фільмографія
| Рік         |    | Українська назва                      | Оригінальна назва                    | Роль                                           |
| ----------- | -- | ------------------------------------- | ------------------------------------ | ---------------------------------------------- |
| 1982        | ф  | Шакті                                 | Shakti                               | Раві Кумар                                     |
| 1982        | мф | Жив-був пес                           | Жив-був пес                          | Вовк (індійське озвучування)                   |
| 1983        | ф  |                                       | Pallavi Anu Pallavi (канн.)          | Віджай                                         |
| 1983        | ф  | Ті сім днів                           | Woh Saat Din                         | Прем Пратап Патайлавале                        |
| 1984        | ф  | Факел                                 | Mashaal                              | Раджа                                          |
| 1984        | ф  | Зв'язані однією таємницею             | Andar Baahar                         | Раджа                                          |
| 1984        | ф  |                                       | Laila                                | Кумар Дешрадж Сінгх                            |
| 1985        | ф  |                                       | Saaheb                               | Sunil Sharma 'Saaheb'                          |
| 1985        | ф  | Світ криміналу                        | Yudh                                 | Public Prosecutor Avinash / Junior             |
| 1985        | ф  |                                       | Mohabbat                             | Шекхар                                         |
| 1985        | ф  | Безневинна жертва                     | Meri Jung                            | Арун Верма                                     |
| 1986        | ф  | Разом з тобою                         | Aap Ke Saath                         | Вимал                                          |
| 1986        | ф  | Сміливець                             | Janbaaz                              | Amar Singh                                     |
| 1986        | ф  |                                       | Pyar Kiya Hai Pyar Karenge           | Ананд                                          |
| 1986        | ф  | Карма                                 | Karma                                | Джонні / Гіянешвар                             |
| 1986        | ф  |                                       | Insaaf Ki Awaaz                      | Рави Кумар                                     |
| 1987        | ф  |                                       | Itihaas                              | Віджай                                         |
| 1987        | ф  | Містер Індія                          | Mr. India                            | Арун Верма / Містер Індія                      |
| 1987        | ф  |                                       | Hifazat                              | Рам Кумар / Радж Кумар                         |
| 1988        | ф  |                                       | Kasam                                | Krishna / Inspector Kishan Kumar               |
| 1988        | ф  | Жертва кохання                        | Ram-Avtar                            | Автар                                          |
| 1988        | ф  | Шлях до перемоги                      | Vijay                                | Арджун                                         |
| 1988        | ф  | Життя навиворіт                       | Sone Pe Suhaaga                      | Ravi Kumar / Joginder                          |
| 1989        | ф  | Пекуча пристрасть                     | Tezaab                               | Махеш Дешмукх                                  |
| 1989        | ф  |                                       | Inteqam                              | Вікрам «Віккі»                                 |
| 1989        | ф  | Рам Лакхан                            | Ram Lakhan                           | Інспектор Лакхан Пратпа Сінгх                  |
| 1989        | ф  |                                       | Joshilaay                            | Каран                                          |
| 1989        | ф  | Ішвар - добра душа                    | Eeshwar                              | Ishwarchand Vishnunath Brahmanand              |
| 1989        | ф  |                                       | Rakhwala                             | Vikram                                         |
| 1989        | ф  |                                       | Abhimanyu                            | Манну / Абхіманью Америка Пурі / Абдул Джаббар |
| 1989        | ф  |                                       | Aag Se Khelenge                      | Inspector Ravi Saxena / Raja Saxena            |
| 1989        | ф  |                                       | Kala Bazaar                          | Віджай                                         |
| 1989        | ф  | Брати / Птахи                         | Parinda                              | Каран                                          |
| 1990        | ф  |                                       | Awaargi                              | Азад                                           |
| 1990        | ф  | Кіша і Канхая                         | Kishen Kanhaiya                      | Кішен / Канхая                                 |
| 1990        | ф  | Чужий серед своїх                     | Ghar Ho To Aisa                      | Амар                                           |
| 1990        | ф  |                                       | Jeevan Ek Sangharsh                  | Каран                                          |
| 1990        | ф  |                                       | Amba                                 | Афзал                                          |
| 1990        | ф  | Улюблений зять                        | Jamai Raja                           | Раджа                                          |
| 1991        | ф  |                                       | Jigarwala                            | Амар Сінгх                                     |
| 1991        | ф  | Безіменний король                     | Benaam Badsha                        | Діпак                                          |
| 1991        | ф  |                                       | Pratikar                             | Krishna Srivastav                              |
| 1991        | ф  | Миттєвості кохання                    | Lamhe                                | Вірендра Капур                                 |
| 1992        | ф  | Син                                   | Beta                                 | Раджу                                          |
| 1992        | ф  | Життя - Азартна гра                   | Zindagi Ek Jua                       | Harikishan alias Harry                         |
| 1992        | ф  |                                       | Humlaa                               | Shiva                                          |
| 1992        | ф  | Гра                                   | Khel                                 | Devdas / Arun Kumar                            |
| 1992        | ф  | Розчарування                          | Heer Ranjha                          | Deedho / Ranjha                                |
| 1992        | ф  |                                       | Apradhi                              | Shiva                                          |
| 1993        | ф  | Стримати клятву                       | Roop Ki Rani Choron Ka Raja          | Ramesh Verma / Romeo                           |
| 1993        | ф  | Нерозлучні друзі                      | Guru Dev                             | Guru (Gaurav)                                  |
| 1994        | ф  | Дорога                                | Laadla                               | Raju                                           |
| 1994        | ф  | Учитель, я вас люблю!                 | Andaz                                | Ajay                                           |
| 1994        | ф  | 1942: Історія кохання                 | 1942: A Love Story                   | Нарен Сінгх                                    |
| 1994        | ф  |                                       | Mr. Azaad                            | Azaad                                          |
| 1995        | ф  | Три брата                             | Trimurti                             | Ананд Сінгх / Сікандер                         |
| 1996        | ф  |                                       | Rajkumar                             | Rajkumar                                       |
| 1996        | ф  |                                       | Loafer                               | Ravi Kumar                                     |
| 1996        | ф  | Втратити себе                         | Mr. Bechara                          | Anand Verma                                    |
| 1997        | ф  | Розставання                           | Judaai                               | Raj                                            |
| 1997        | ф  | Поклик землі                          | Virasat                              | Shakti Thakur                                  |
| 1997        | ф  | Муки кохання                          | Deewana Mastana                      | Raj Kumar "Raja" / Inspector Bansi Rao         |
| 1997        | ф  |                                       | Chandralekha (малаял.)               | Alfi                                           |
| 1998        | ф  | Коли-небудь...                        | Kabhi Na Kabhi                       | Rajeshwar "Raja"                               |
| 1998        | ф  | У пошуках щастя                       | Gharwali Baharwali                   | Arun                                           |
| 1998        | ф  | Не каркай                             | Jhooth Bole Kauwa Kaate              | Shanker Sharma / Ramanuj                       |
| 1999        | ф  | Я живу в твоєму серці                 | Hum Aapke Dil Mein Rehte Hain        | Віджай                                         |
| 1999        | ф  | Дружина номер один                    | Biwi No.1                            | Лакхан                                         |
| 2000        | ф  | Ритми любові / Музика серця           | Taal                                 | Vikrant Kapoor                                 |
| 2000        | ф  | Спокусниця                            | Bulandi                              | Dharamraj "Dada" Thakur / Arjun Thakur         |
| 2000        | ф  | Заклик                                | Pukar                                | Major Jaidev Rajvansh                          |
| 2000        | ф  | Моє серце - для тебе!                 | Hamara Dil Aapke Paas Hai            | Avinash                                        |
| 2000        | ф  | Омана                                 | Karobaar: The Business of Love       | Rajiv                                          |
| 2001        | ф  | Утікачка                              | Lajja                                | Раджу                                          |
| 2001        | ф  | Лідер                                 | Nayak                                | Shivaji Rao                                    |
| 2002        | ф  | Від ненависті до любові               | Badhaai Ho Badhaai                   | Raja                                           |
| 2002        | ф  | Душевна близькість                    | Om Jai Jagadish                      | Om Batra                                       |
| 2002        | ф  | Рідна кров                            | Rishtey                              | Suraj Singh                                    |
| 2003        | ф  | Надія                                 | Armaan                               | Dr. Akash Sinha                                |
| 2003        | ф  | Фатальна зустріч                      | Calcutta Mail                        | Avinash                                        |
| 2004        | ф  | Йти до своєї долі                     | Musafir                              | Lucky                                          |
| 2005        | ф  | Невірна                               | Bewafaa                              | Aditya Sahai                                   |
| 2005        | ф  | Звинувачення                          | My Wife's Murder                     | Ravi Patwardhan                                |
| 2005        | ф  | У вирі неприємностей                  | No Entry                             | Кішен                                          |
| 2005        | ф  | Загадкове зникнення                   | Chocolate                            | адвокат Кришан Пунда                           |
| 2006        | ф  | Передчуття любові                     | Humko Deewana Kar Gaye               | Каран Оберой                                   |
| 2006        | ф  |                                       | Darna Zaroori Hai                    | Каран Чопра                                    |
| 2007        | ф  | Здрастуй, любов!                      | Salaam-e-Ishq: A Tribute To Love     | Винай                                          |
| 2007        | ф  | Ласкаво просимо                       | Welcome                              | Сагар Панді, він же Манджк Бхай                |
| 2008        | ф  |                                       | Black & White                        | Раджан Матхур                                  |
| 2008        | ф  | Гонка                                 | Race                                 | Інспектор Роберт д'Коста                       |
| 2008        | ф  | Відчайдушні                           | Tashan                               | Лакхан Сінгх Баллебааз (Bhaiyyaji)             |
| 2008        | ф  | Мільйонер із нетрів                   | Slumdog Millionaire                  | Прем Кумар                                     |
| 2008        | ф  | Спадкоємці                            | Yuvvraaj                             | Гюанеш Юуввраадж                               |
| 2010        | ф  |                                       | No Problem                           | Інспектор Арджун Сінгх                         |
| 2010        | с  | 24                                    | 24                                   | Президент Камістана Омар Хассан                |
| 2011        | ф  | Місія нездійсненна: Протокол «Фантом» | Mission: Impossible - Ghost Protocol | Бридж Натх                                     |
| 2012        | ф  |                                       | Tezz                                 | Арджун Кханна                                  |
| 2013        | ф  | Гонка 2                               | Race 2                               | Інспектор Роберт Д'Коста                       |
| 2013 — 2016 | с  | 24                                    | 24                                   | Джай Сінгх Ратход                              |
| 2013        | ф  | Стрілянина у Вадалі                   | Shootout at Wadala                   | Інспектор Аффквік Баагхран                     |
| 2013        | ф  |                                       | Bombay Talkies                       | камео в пісні «Apna Bombay Talkies»            |
| 2013        | мф | Махабхарата                           | Mahabharat                           | Карна (голос)                                  |
| 2015        | ф  |                                       | Dil Dhadakne Do                      | Камал Мехра                                    |
| 2015        | ф  |                                       | Welcome Back                         | Маджну Бхай                                    |
| 2016        | с  | Гріфіни                               | Family Guy                           | У ролі самого себе                             |
| 2017        | ф  |                                       | Mubarakan                            | Картар Сінгх                                   |
| 2017        | с  |                                       | Oasis                                | Вікрам Данеш                                   |